# Symphonie no 3 de Hanson
Pour les articles homonymes, voir Symphonie no 3.
Nordique
La Symphonie no 3 op. 33 est une symphonie composée par Howard Hanson entre 1936 et 1938. La symphonie a été commandée par l'Orchestre de la CBS, qui voulait promouvoir la nouvelle musique américaine. Ce projet correspondait aux idées que Hanson a défendues tout au long de sa carrière musicale.
Hanson était d'origine suédoise et cela se fait entendre dans cette symphonie. La musique ressemble à une symphonie de Jean Sibelius. Dans les années 1930, Hanson pouvait écrire dans le style romantique. La musique américaine moderne ne commençait qu'à peine à se faire connaître.
La première a eu lieu le 19 septembre 1937 sous la direction du compositeur lui-même avec l'Orchestre de la CBS. L'œuvre ne comportait alors que trois mouvements. Un an plus tard, Hanson a composé un quatrième mouvement pour la symphonie. La nouvelle première a eu lieu le 26 mars 1938, maintenant avec l'Orchestre symphonique de la NBC, qui curieusement était l'orchestre radiophonique concurrent.

## Structure
Dans sa version finale, la symphonie comporte quatre mouvements:
1. Andante lamentando-agitato
2. Andante tranquillo
3. Tempo scherzando
4. Largamento e pesante.

L'interprétation dure environ 20 minutes.